# Sericocoma zeyheri
Sericocoma zeyheri är en amarantväxtart som beskrevs av Adolf Engler. Sericocoma zeyheri ingår i släktet Sericocoma och familjen amarantväxter. Inga underarter finns listade i Catalogue of Life.